# 糠秕马拉色菌
糠秕马拉色菌旧称卵形糠秕孢子菌（Pityrosporum ovale）是一种常驻于人体皮肤的嗜脂性酵母，尤其是存在于脂腺发达的地方。感染这种真菌，并且大量繁殖的情况下，可能会导致各种皮肤疾病，例如：花斑癣和脂溢性皮炎。

## 外部連結
- 微生物免疫學-Malassezia furfur(秕糠馬拉癬菌) （页面存档备份，存于）